# Bakytżan Sagintajew
Bakytżan Abdirowicz Sagintajew (ur. 13 października 1963 w Üszarał w rejonie Tałas) – kazachski polityk, premier Kazachstanu od 8 września 2016 do 21 lutego 2019.

## Życiorys
Piastował stanowisko akima obwodu pawłodarskiego od 30 września 2008 do 20 stycznia 2012, ministra rozwoju gospodarczego i handlu od 20 stycznia do 24 września 2012 oraz ministra rozwoju regionalnego od 16 stycznia do 6 listopada 2013. Od 16 stycznia 2013 do 8 września 2016 pełnił funkcję wicepremiera w gabinetach Seryka Achmetowa i Karima Masimowa.
21 lutego 2019 podał swój rząd do dymisji, w odpowiedzi na wcześniejszy apel prezydenta Nursułtana Nazarbajewa.